# Annie Easley
Annie Jean Easley, född 23 april 1933 i Birmingham i Alabama, död 25 juni 2011 i Cleveland i Ohio, var en afroamerikansk dataingenjör, matematiker och raketforskare. Hon arbetade för NASA (NASA) och dess föregångare National Advisory Committee for Aeronautics (NACA). Hon ingick i gruppen som utvecklade programvaran för Centaurraketen och var en av de första afroamerikanerna som arbetade som dataingenjör för NASA.

## Biografi
Annie  Easley föddes som dotter till Bud McCrory och Willie Sims. Innan medborgarrättsrörelsens utveckling var utbildning och karriärmöjligheter för afroamerikanska barn mycket begränsade. De utbildades skilda från vita barn, ofta i sämre skolor. Easleys mor stöttade och uppmuntrade henne till att skaffa sig en bra utbildning, och från och med femte årskursen studerade Easley vid Holy Family High School, Då hennes klass tog examen fick hon hålla avslutningstalet.
Efter gymnasiet gick hon på Xavier University i New Orleans i Louisiana, sedan i två år på ett universitet där hennes huvudämne var farmaci.
År 1954 återvände hon för en kort tid till Birmingham. Som en del av Jim Crow-lagarna behövde hon klara ett lästest och betala en skatt för att få rösta. Hon mindes senare att personalen vid testet tittade på hennes ansökan och sa, "Du studerade vid Xavier University. Två dollar." Senare kom hon att hjälpa andra afroamerikaner att förbereda sig för testet.
Kort därefter gifte hon sig och flyttade till Cleveland med målet att fortsätta med sina studier. Oturligt nog hade det lokala universitetet slutat med sitt apotekarprogram en tid dessförinnan och det fanns inget annat liknande program i närheten. 

## Karriär inom NACA och NASA

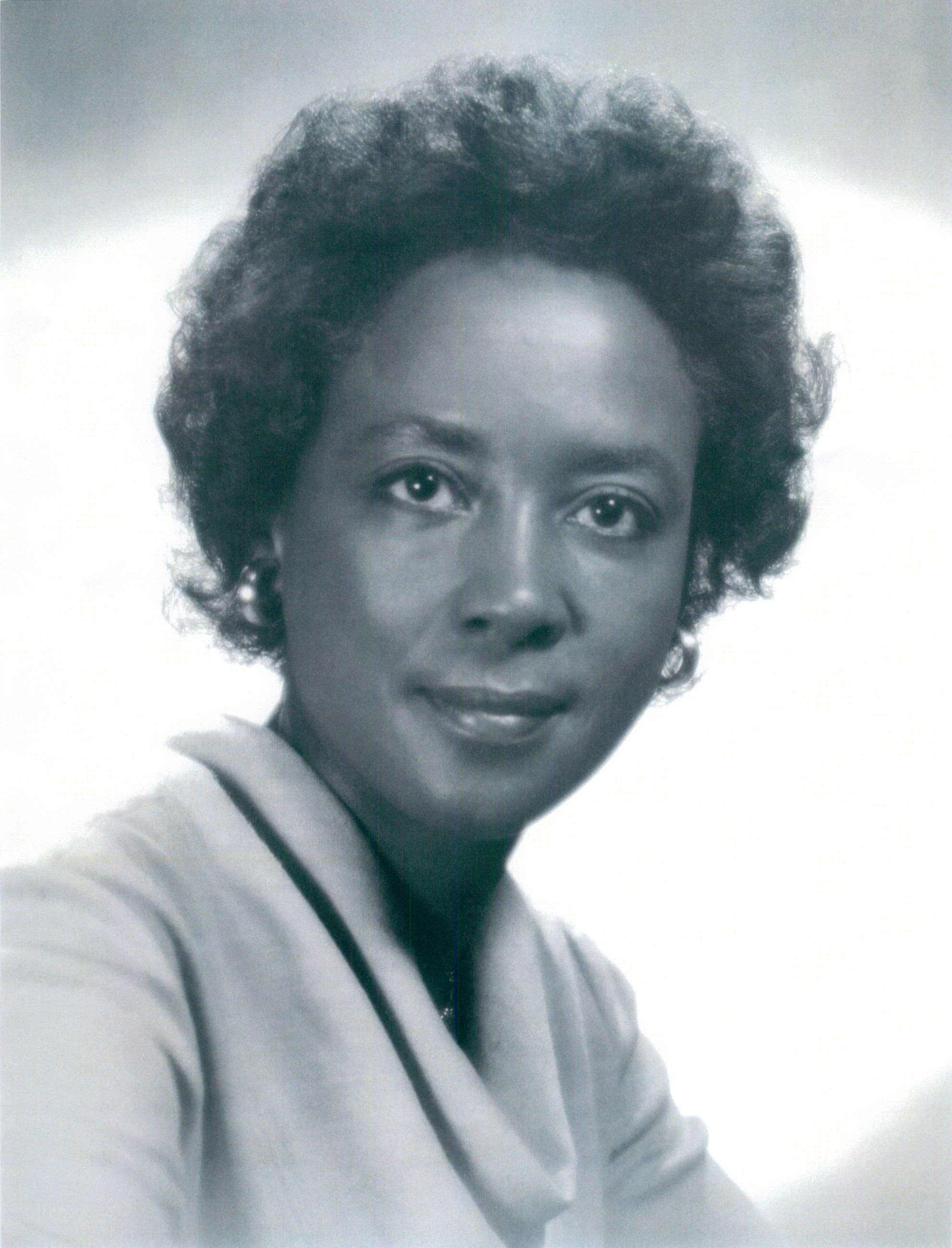
Annie Easley, NASA

År 1955 läste hon i en tidningsartikel om ett par tvillingsystrar som arbetade för NACA som "räknare" och dagen efter ansökte Easley om arbete. Två veckor senare var hon anställd och var då en av fyra afroamerikaner av ca 2500 anställda. Hon började sin karriär som matematiker och dataingenjör vid NACA:s Lewis Flight Propulsion Laboratory (senare NASA Lewis Research Center, 1958–1999, och därefter John H. Glenn Research Center) i Cleveland. Parallellt med arbetet fortsatte hon att utbilda sig och år 1977 tog hon sin kandidatexamen i matematik från Cleveland State University. Som en del av utbildningen tog hon specialkurser hos NASA.
Under sin 34-åriga karriär kom hon bland annat att utveckla och implementera kod som analyserar alternativ kraftteknologi, att stödja Centaur och att skapa system for energiomvandling och alternativa energikällor. Bland hennes arbete återfinns även studier av livslängden för lagringsbatterier, till exempel för elfordon. Hon gick i pension år 1989.